# Grand Prix du Disque
Il Grand Prix du Disque è il premio principale assegnato annualmente in Francia per la registrazione di album musicali.
Il premio venne istituito nel 1948 dall'Accademia Charles Cros e prevede premi per varie categorie. Le categorie variano di anno in anno in base alle produzioni in concorso e spesso vengono assegnati più premi in una categoria in uno stesso anno.
Nel corso degli anni sono stati assegnati premi nelle seguenti categorie:
- Musica antica
- Musica barocca
- Blues
- Musica da camera
- Musica corale
- Recital
- Canzoni francesi
- Musica sinfonica
- Solisti emergenti
- Jazz
- Musica lirica
- Musica contemporanea
- Opera lirica
- Canzoni per bambini
- Cantanti lirici emergenti
- Musica etnica